# Israel Escalera Sanchis
Israel Escalera Sanchis   (Castelló, 6 de maig de 1983) és un pilot de motociclisme valencià especialitzat en competicions de supermoto i d'enduro. Al començament de la seva carrera havia competit també en trial.

## Palmarès
- 2003: 
  - 19è a la Copa d'Espanya de Supermoto 125 (Gas Gas)
- 2005:
  - 5è al Campionat d'Espanya de Supermoto (Beta)
  - 7è al Supermoto de les Nacions amb l'equips estatal (Beta)
- 2006: 
  - 3è al Campionat d'Espanya de Supermoto (Beta)
- 2007:
  - Campió d'Espanya de Supermoto S1 (Aprilia)[4]
  - 22è al Campionat del Món de Supermoto S1 (Aprilia)
- 2008: 
  - Subcampió d'Espanya de Supermoto S1 (Aprilia)
  - 24è al Campionat del Món de Supermoto S1 (Aprilia)
- 2009: 
  - Subcampió d'Espanya de Supermoto S2 (Aprilia)
- 2010: 
  - Campió d'enduro del País Valencià